# Allomerus vogeli
Allomerus vogeli é uma espécie de inseto do gênero Allomerus, pertencente à família Formicidae.